# Видне (селище)
Видне (до 1945 року — Джангара́; крим. Canğara) — селище в Україні, Курманському районі Автономної Республіки Крим.

## Населення
Згідно з переписом УРСР 1989 року чисельність наявного населення селища становила 677 осіб, з яких 335 чоловіків та 342 жінки.
За переписом населення України 2001 року в селищі мешкало 738 осіб.

### Мова
Розподіл населення за рідною мовою за даними перепису 2001 року:
| Мова              | Відсоток |
| ----------------- | -------- |
| кримськотатарська | 56,13 %  |
| російська         | 35,47 %  |
| українська        | 7,73 %   |
| білоруська        | 0,27 %   |
| німецька          | 0,13 %   |
| румунська         | 0,13 %   |